# Glienicker Brücke
Die Glienicker Brücke über die Havel zwischen Berlin und Potsdam verbindet im Verlauf der Bundesstraße 1 die Königstraße (Berlin-Wannsee) mit der Berliner Straße in der Berliner Vorstadt von Potsdam. Ihren Namen verdankt die Straßenbrücke dem in der Nähe gelegenen ehemaligen Gut Klein Glienicke, an dessen Stelle heute das Schloss Glienicke liegt. Die Fachwerkbrücke wurde Ende 1907 als viertes Bauwerk an dieser Stelle unter dem Namen Kaiser-Wilhelm-Brücke eröffnet, der sich jedoch nicht durchsetzte.
Quer über die Brückenmitte verläuft die Landesgrenze zwischen Brandenburg und Berlin bzw. die Stadtgrenze zu Potsdam. Während der Zeit der Deutschen Teilung erlangte die Glienicker Brücke weltweite Bekanntheit durch den am 11. Februar 1986 spektakulär inszenierten dritten und letzten Agentenaustausch.

## Lage
Nördlich der Brücke befindet sich der Jungfernsee und südlich davon die Glienicker Lake mit dem Beginn des Teltowkanals. Der Frachtverkehr über die Binnenwasserstraße Havel kürzt den Potsdamer Havelbogen durch den Sacrow-Paretzer Kanal ab und fährt daher nicht unter der Brücke durch. Auch der Durchfluss des Wassers nimmt überwiegend den kürzeren Weg. Dem Schloss Glienicke liegt das Jagdschloss Glienicke gegenüber, das heute als Sozialpädagogische Fortbildungsstätte Berlin-Brandenburg (SFBB) bekannt ist.
Die Längsachse der Brücke befindet sich exakt in Ost-West-Richtung und zeigt somit auf die Sonnenaufgangs- beziehungsweise -untergangspunkte der Tag-und-Nacht-Gleichen.

## Geschichte

### Hölzerne Brücken 1660 und 1777
Ende des 17. Jahrhunderts wurde eine erste schmale Holzbrücke an dieser Stelle gebaut, die dem Adel als Verbindung zwischen den Potsdamer Schlössern und den Jagdgründen auf der anderen Havelseite vorbehalten war. 1754, knapp 100 Jahre später, wurde eine ständige Postverbindung zwischen Berlin und Potsdam über die Brücke eingerichtet, die nun auch für den allgemeinen Kutschverkehr geöffnet wurde. Wegen der schnellen Zunahme des Verkehrs musste das alte Bauwerk 1777 durch eine neue hölzerne Zugbrücke mit Geländer und beidseitigen Wachhäuschen ersetzt werden. Da es bei der Kontrolle häufig Probleme gab – manche Kutscher fuhren einfach unkontrolliert durch –, wurde erstmals ein Schlagbaum auf dieser Brücke errichtet.
Die Berlin-Potsdamer Chaussee wurde 1792–1795 als preußische Muster- und Vorzeigechaussee ausgebaut, zur Finanzierung der Bauarbeiten war von den Benutzern ein Chausseegeld zu zahlen. An der Glienicker Brücke wurde dafür ein Chausseegeld-Einnehmerhäuschen errichtet. Hier kassierten Beamte Brückengebühren, allerdings nicht von Adligen. Ende des 18. Jahrhunderts erhielt die Brücke somit ihren ersten festen Kontrollpunkt.

### Dritte Havelbrücke nach Schinkel 1831

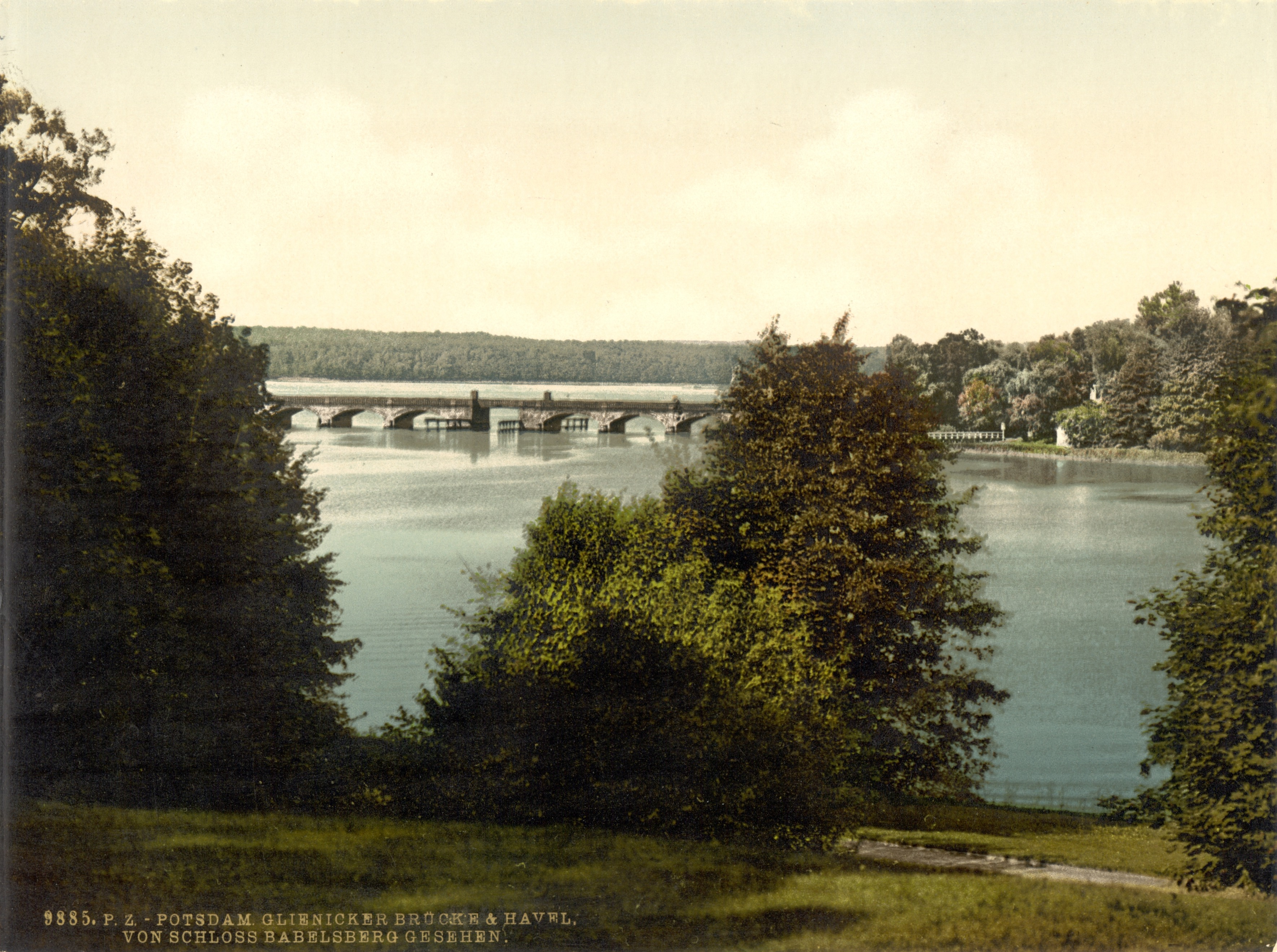
Glienicker Brücke nach Schinkel, um 1900

Neben der Holzbrücke wurde 1831 mit dem Bau einer Steinbrücke begonnen, die auf Entwürfe des preußischen Hofarchitekten Karl Friedrich Schinkel basierte. Für die Bauausführung bestimmte der preußische Staat:

„[…] hat elf Durchflussöffnungen, von welchen zehn Öffnungen, jede 31 1⁄2 Fuß weit und überwölbt, und eine Öffnung zur Durchfahrt der Schiffsgefäße, die 30 Fuß im Lichten weit und mit zwei gegeneinanderschlagenden Zugklappen überdeckt ist. Die ganze Länge der Brücke zwischen den Stirnwänden beträgt 565 Fuß. Die Fahrbahn ist 20 Fuß und jeder Fußweg daneben vier Fuß breit.[Anm. 1] Erstere ist mit behauenen Granitsteinen gepflastert, die Fußwege sind aus scharf gebrannten Steinen gemauert […]“

________________________
[Anm. 1] 1 Fuß in Preußen = 31,385 cm. Die Brücke war somit 177,33 m lang, 8,79 m breit und hatte eine Fahrbahnbreite von nur 6,45 m. Die Öffnungen für den Schiffsverkehr waren 9,88 und 9,42 m breit.
Die Prinzessin Charlotte, „erhabene Tochter [… des …] allgeliebten Königs, Ihre Majestät die Kaiserin von Russland […] Allerhöchstdieselben und Ihre Kaiserliche Hoheit die Großfürstin Maria“ weihte die neue Brücke am 30. September 1834 ein. Der damalige Potsdamer Bischof formulierte bei der Eröffnung:

„ […] Sie ist ebenso köstlich wie wohlgeraten. Sie gehört mit zu den vorzüglichsten Bauwerken unter seiner Majestät Regierung, und man betrachtet sie und die schöne Gegend, die sich vor ihr ausdehnt, mit Wohlgefallen.“

Das Brückenzollhäuschen wurde im folgenden Jahr entfernt und verkauft. Im gleichen Jahr passierte exotische Fracht unter der Brücke hindurch: Das Dampfschiff Henriette brachte für den königlichen Tiergarten auf der Pfaueninsel einen Löwen, zwei Ameisenbären und zwei Affen aus dem Hamburger Hafen. Begleitet wurde die Fracht von den Prinzen Carl und Wilhelm.
Adolf Slaby, Professor für Elektrotechnik richtete am 7. Oktober 1897 eine Telegrafie-Funkstrecke nach dem System Marconi als Versuchsverbindung ein. Die längste Teilstrecke von der Matrosenstation Kongsnæs nordwestlich der Glienicker Brücke bis zur Heilandskirche am Port von Sacrow hatte eine Länge von 1,4 km.

### Vierte, heutige Glienicker Brücke 1907

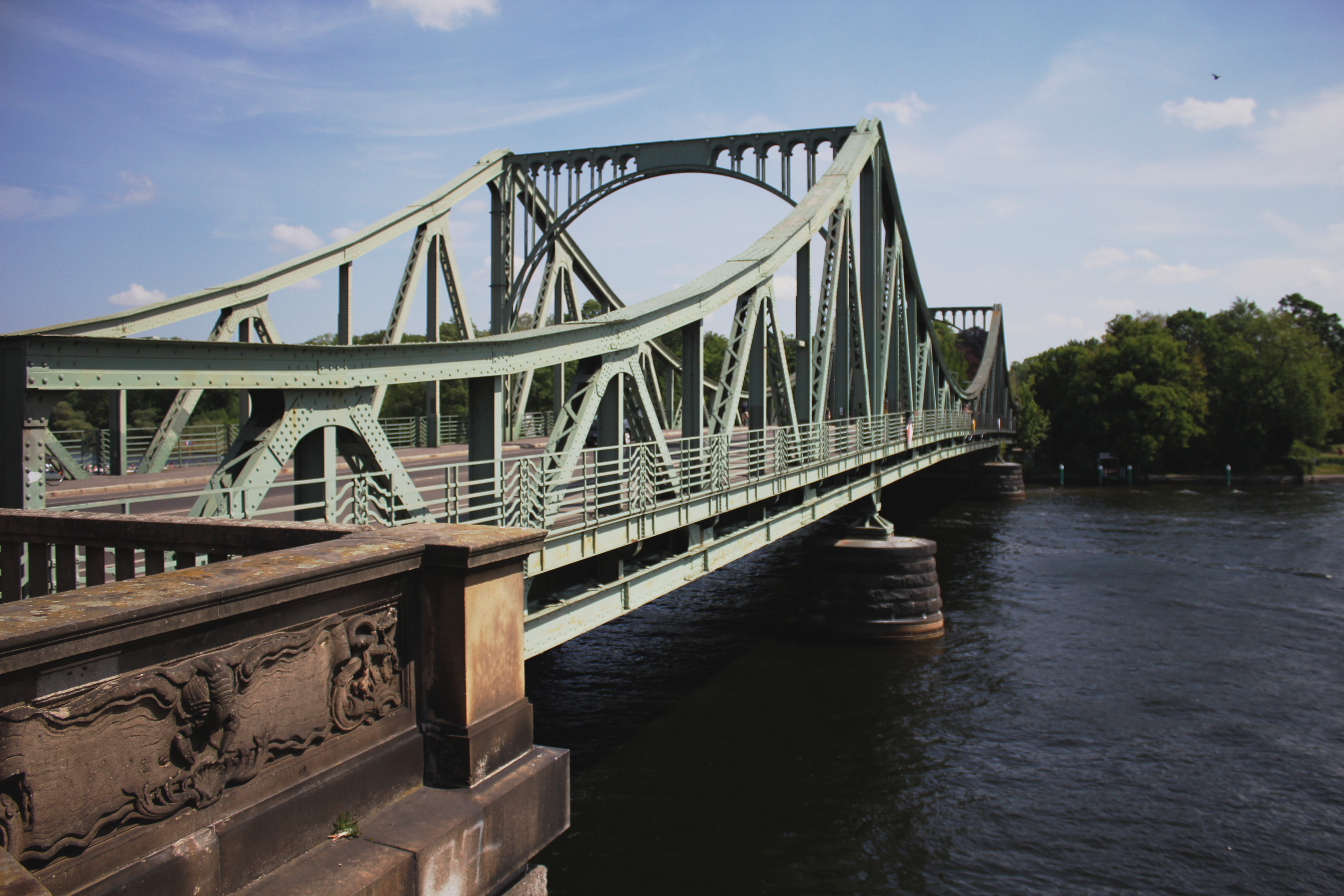
Blick von der Potsdamer Seite

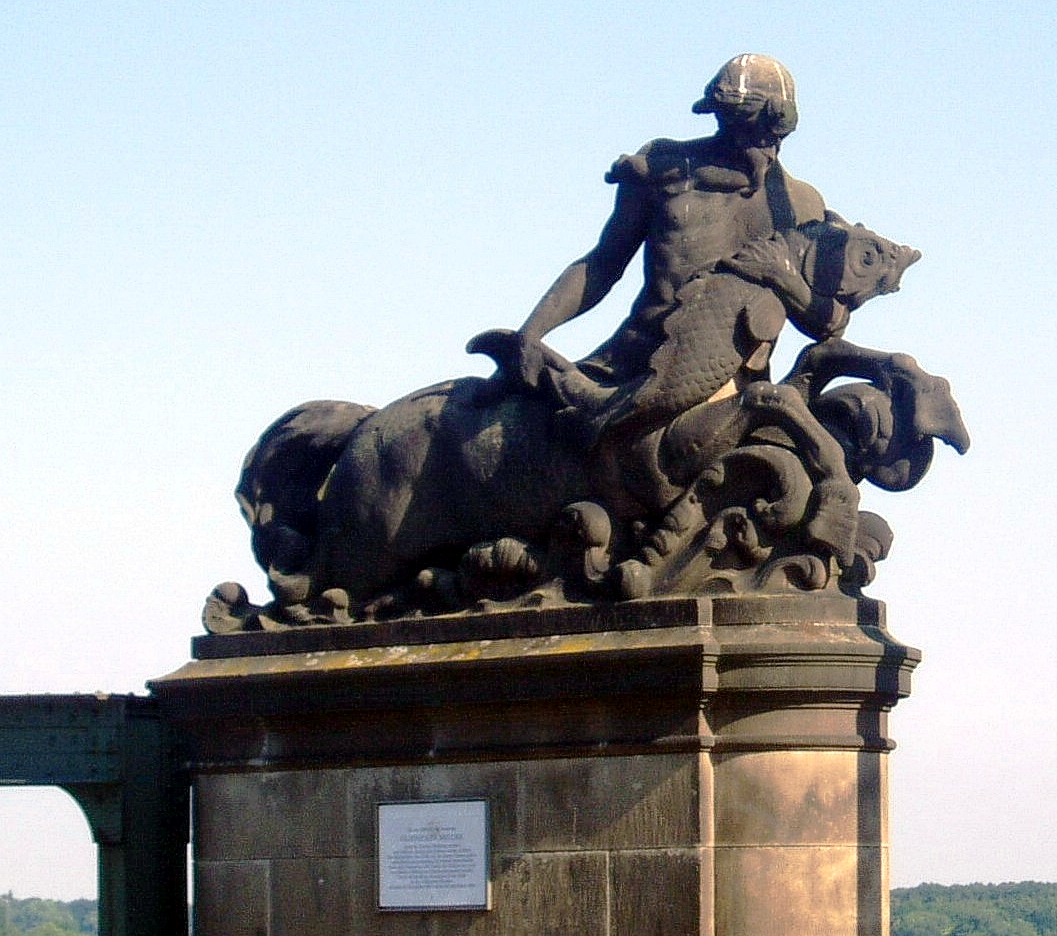
Schmuck auf den Brückenpfosten, 1908 von Stephan Walter geschaffen

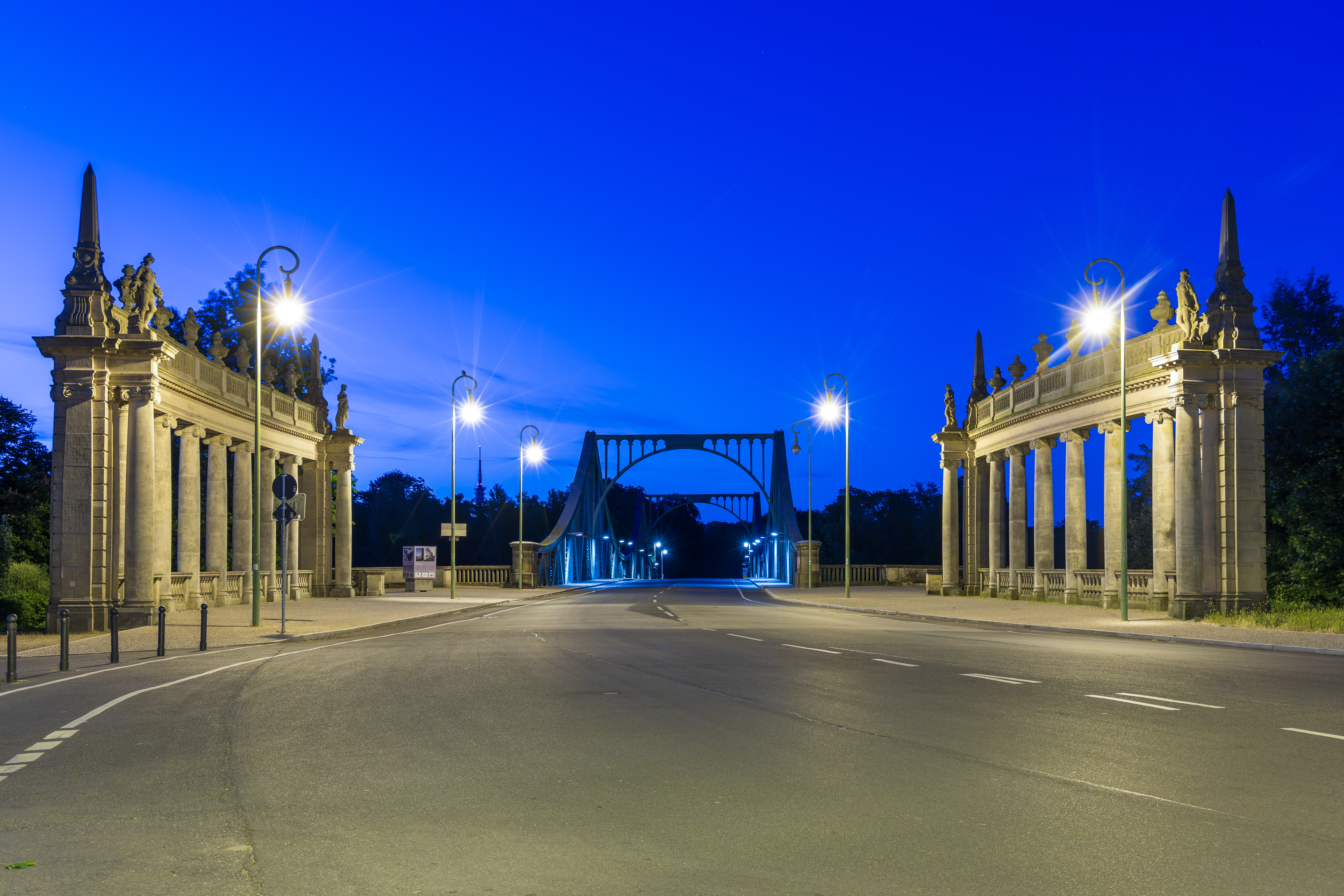
Die 1905–1907 von dem preußischen Baubeamten Eduard Fürstenau entworfenen, stadtbildprägenden Kolonnaden an der Potsdamer Zufahrt zur Glienicker Brücke (Berliner Straße) Richtung Berlin

Mit der Eröffnung des Teltowkanals am 2. Juni 1906 und dem Beginn des motorisierten Verkehrs wurde es dringend nötig, die Zugbrücke durch eine höhere und feste Brücke zu ersetzen, denn die 1900 begonnene Binnenwasserstraße, die aus der Glienicker Lake kommt, endete an der Schinkelschen Brücke. Für die Jahre 1902–1904 wurde ein durchschnittliches monatliches Verkehrsaufkommen von 11.400 Fuhrwerken und Autos angegeben. Trotz Protesten von Denkmalschützern wurde nun die Ziegelsteinbrücke abgerissen und 1906 mit dem Neubau einer Straßenbrücke begonnen. Es handelt sich um eine Fachwerkbrücke mit einem aufgelösten Tragwerk aus Stahl. Die Bauausführung erfolgte von der Firma Harkort aus Duisburg. An den gemauerten Kopfenden der Brücke sind steinerne Kentauren des Bildhauers Stephan Walter als Schmuck aufgesetzt. Am 16. November 1907 wurde das Bauwerk dem Verkehr übergeben. Sie erhielt den offiziellen Namen Kaiser-Wilhelm-Brücke, der sich jedoch nicht durchsetzte. Architekturkritiker äußerten sich über das Erscheinungsbild der Brücke eher abfällig, sie sei „eine plumpe Eisenkonstruktion“.
Auf der neuen Brücke waren beim Bau beidseitig in Fahrbahnrandlage bereits Schienen und Oberleitungen für eine Verlängerung der Potsdamer Straßenbahn nach Klein Glienicke und zum Bahnhof Wannsee errichtet worden. Die Pläne wurden bis zum Ende des Ersten Weltkriegs verfolgt und die Schienen bei der Fahrbahnsanierung 1934 entfernt.
Die 1927 mit einer Streckenlänge von 12,5 km in Betrieb genommene Omnibuslinie P (Bahnhof Zehlendorf-Mitte – Potsdam, Glienicker Brücke) der Allgemeinen Berliner Omnibus-Aktiengesellschaft trug wesentlich dazu bei, dass sich die neue Brücke zu einem Ausflugsziel entwickelte. An der Brücke befanden sich die Anlegestellen der Dampfschifffahrtsgesellschaften, deren Rundfahrten sich großer Beliebtheit erfreuten. Die bei der Fertigstellung der Eisenbrücke auf den Pylonen vorhandenen Ziertürmchen wurden 1931 wegen zu hohen Erhaltungsaufwands entfernt.
Ab 1937 ließ die Reichsverwaltung die damalige Reichsstraße 1 (heute: Bundesstraße 1) vierstreifig ausbauen. Dabei wurde die östliche Zufahrt angehoben und die direkt an der Brücke stehende Große Neugierde des Park Klein-Glienicke um 4,50 m nach Norden verschoben. Die Brücke zählte bald zu den meistbefahrenen Straßenbrücken Deutschlands.
Die Busverbindung wurde in den Kriegsjahren immer weniger frequentiert, bis sie 1945 eingestellt wurde. In den letzten Apriltagen 1945 kam es während der Kämpfe zwischen Wehrmacht und der Roten Armee im Bereich der Berliner Vorstadt Potsdams zur Zerstörung der Glienicker Brücke. Entgegen anders lautenden Veröffentlichungen wurde sie weder durch die Wehrmacht noch durch die Rote Armee vorsätzlich gesprengt, obwohl an allen Pfeilern Sprengladungen angebracht worden waren. Der zur Sprengung vorgesehene Pionier hatte seinen Standort in einem der letzten Häuser der Potsdamer Seite. Eine beabsichtigte Sprengung hätte die Brücke völlig zerstört. Ein Angriff der Roten Armee von der Berliner Seite aus wurde erwartet. Inzwischen näherten sich jedoch Truppenteile der Roten Armee aus der Potsdamer Innenstadt, dem Neuen Garten und dem Park Babelsberg der Brücke. Die sowjetischen Panzer schossen auf die Brücke und trafen zwei Sprengladungen, die einen Teil der Brücke zerstörten, alle anderen Sprengkapseln blieben unversehrt.

### Vom Kriegsende bis 1989

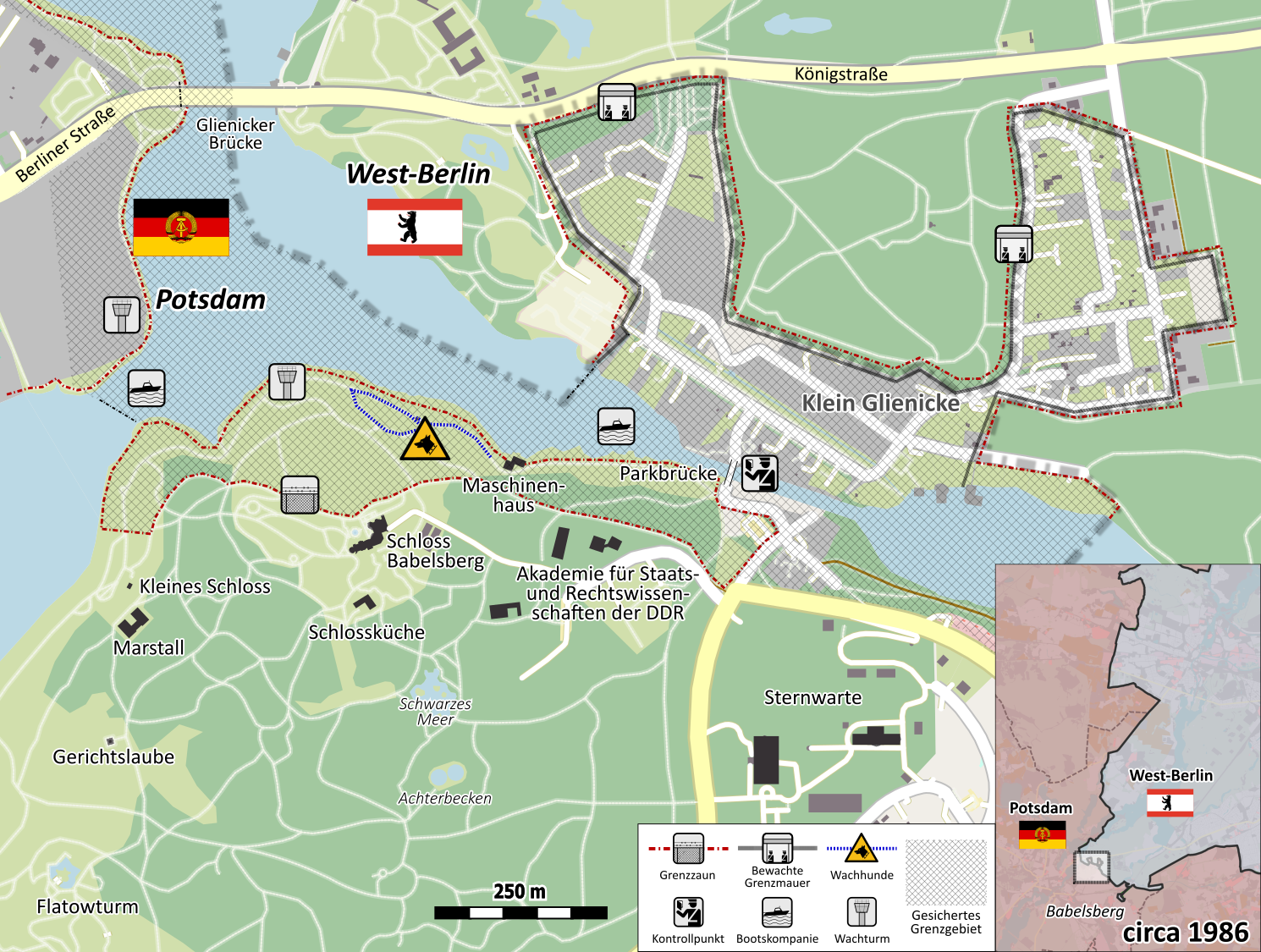
Die Glienicker Brücke lag während der deutschen Teilung auf der Grenze zwischen West-Berlin und der DDR. Zur Verhinderung von Fluchtaktionen aus Potsdam nach West-Berlin wurde sie zu einem zentralen Kontrollpunkt umgestaltet, der nur noch mit Sondergenehmigung betreten werden durfte.

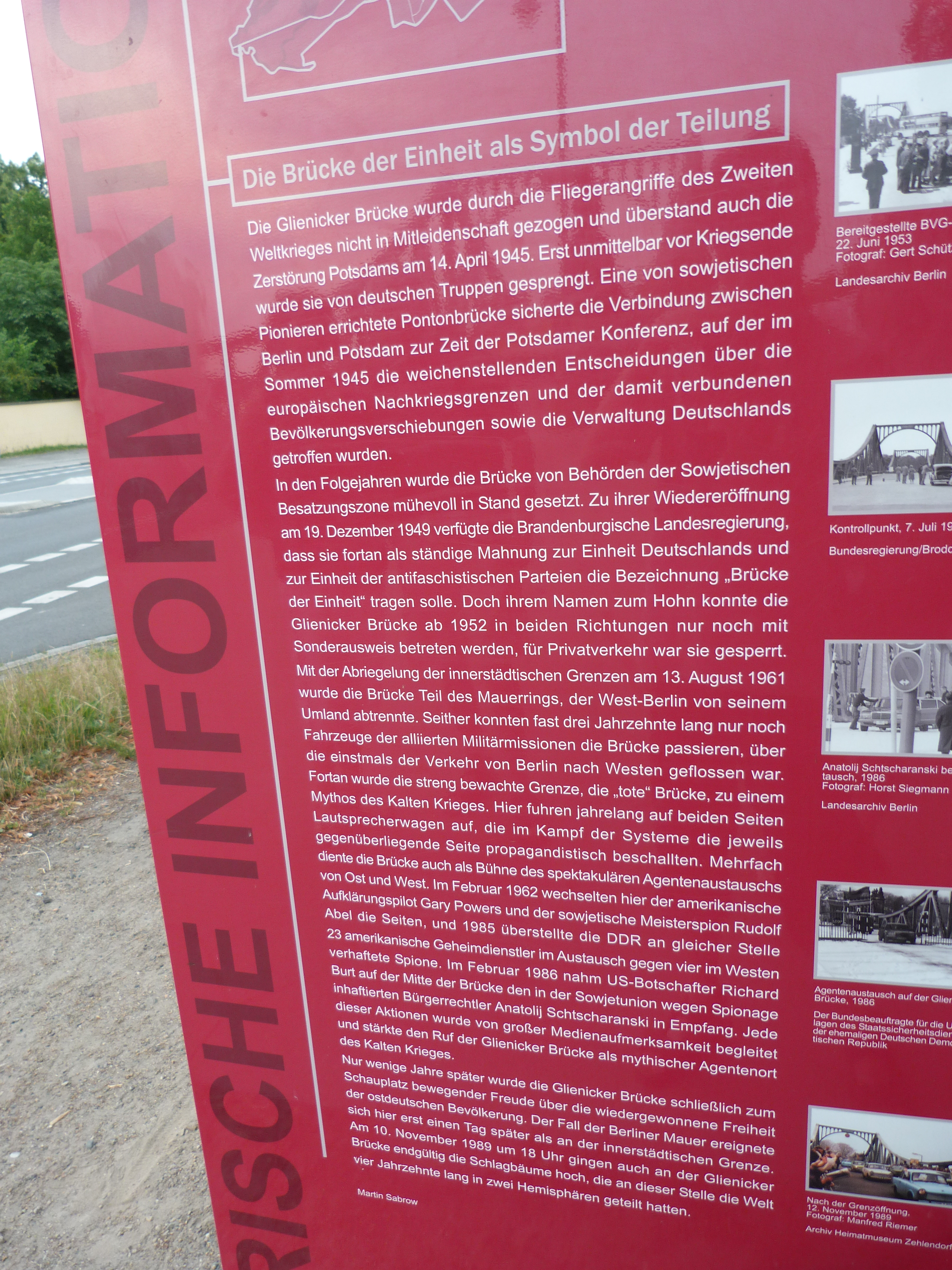
Die Brücke der Einheit als Symbol der deutsch-deutschen Teilung

Nach dem Ende des Zweiten Weltkriegs entstand neben der unpassierbaren Brücke eine provisorische Holzkonstruktion. Das erste nach Kriegsende wieder betriebene Personenschiff, der Dampfer Potsdam, fuhr vom 20. Juni 1945 an vom Stößensee in Berlin-Spandau bis zur Glienicker Brücke. Er ersetzte die zerstörte S-Bahn-Verbindung zwischen Berlin und Potsdam. Die Berliner Konferenz, später unter dem Namen Potsdamer Konferenz bekannt, begann im Schloss Cecilienhof mit ersten Beratungen. Für die teilweise über Berlin kommenden alliierten Konferenzteilnehmer installierten sowjetische Pioniere anstelle der zerstörten Glienicker Brücke eine Pontonbrücke über die Havel.
Am 3. November 1947 begann der Wiederaufbau der Brücke. Der Bauleiter Hans Dehnert ließ die eingestürzte Stahlkonstruktion heben und diese in die erhaltenen Brückenteile in der ursprünglichen Form wieder einfügen. Die Ausbesserung der Tragwerkskonstruktion verringerte jedoch die Belastungsmöglichkeiten der Brücke. Deshalb wurden die vorher auskragenden Fußwegkonsolen nach innen verlegt, was zu einer Reduzierung der Fahrbahnbreite von 13 auf 11 m führte. Die Wiedereröffnung erfolgte am 19. Dezember 1949 unter Teilnahme hoher DDR-Funktionäre wie dem damaligen Verkehrsminister Hans Reingruber. Ein Kabinettsbeschluss der Landesregierung von Brandenburg bestimmte die Umbenennung des Bauwerks in Brücke der Einheit. Genau in der Mitte der Brücke wurde ein weißer Grenzstrich gezogen, der die Grenze zwischen der DDR und West-Berlin markierte. Das hölzerne Provisorium verschwand 1950. Seit dieser Zeit besitzt die Brücke auch einen unterschiedlichen Farbanstrich. Der östliche (Berliner) Teil der Brücke ist etwas dunkler.
Ab 1952 wurde die Brücke für den privaten Autoverkehr gesperrt. West-Berliner und Westdeutsche konnten nur mit einer Sondergenehmigung hinüber gelangen. DDR-Bürger konnten bis 1961 weiterhin hinüber, wurden aber kontrolliert. Sowjetische Militärkontrollposten wurden für die Angehörigen der Militärverbindungsmission eingerichtet. Diese hatten ihre Hauptsitze in West-Berlin und ihre offiziellen Standorte in unmittelbarer Nähe der Potsdamer Seestraße (Frankreich und Großbritannien) sowie in Neu Fahrland (USA). Von dort aus konnten sie – gemäß dem Potsdamer Abkommen – Kontrollfahrten zu Militäranlagen in der DDR machen. 
Zwischen 1962 und 1986 wurden auf der Glienicker Brücke drei Mal hochrangige Agenten beider Militärlager gegeneinander ausgetauscht. Unter anderem wurden am 10. Februar 1962 die Spione Rudolf Iwanowitsch Abel und Francis Gary Powers ausgetauscht. Ab 1963 durften darüber hinaus Mitglieder der in West-Berlin residierenden Militärmissionen der ČSSR, Polens und Jugoslawiens (und teilweise deren Familienmitglieder) die Brücke mit entsprechenden Ausweispapieren passieren. 1973 wurde die Regelung auch auf Angestellte des seit Juni 1973 in West-Berlin ansässigen Generalkonsulats der UdSSR erweitert.
Eine in den 1970er Jahren erforderliche Reparatur der eisernen Brückenkonstruktion kam zunächst nicht zustande, weil es zwischen den Verhandlungspartnern der DDR und West-Berlins keine Einigung über deren Finanzierung gab. So sperrten die Behörden der DDR die Brücke am 15. November 1984 aus Sicherheitsgründen. Diese Maßnahme führte zu neuen Gesprächen zwischen Besuchsbeauftragten des Berliner Senats und der DDR-Regierung. In deren am 20. Dezember 1984 veröffentlichten Ergebnis erklärte der West-Berliner Senat die Übernahme der veranschlagten Reparaturkosten von zwei Millionen Mark. Obwohl die Farben aus dem gleichen West-Berliner Werk stammten, wurden dabei verschiedene Farbtöne (DB 601 und D 603) verwendet, sodass die Zweifarbigkeit 1985 erhalten blieb.
Grenzdurchbruch

Mit einem gestohlenen Standard-Lkw vom Typ W50 durchbrachen am 10. März 1988 gegen 2 Uhr nachts drei Flüchtlinge von Potsdam aus die Barrieren auf der Brücke nach West-Berlin.
Überführungen

Zwischen den Jahren 1978 und 1987 wurden drei Flugzeuge von West-Berlin über die Glienicker Brücke in die DDR zurückgeführt. Mit diesen waren Bürger der DDR nach West-Berlin geflüchtet und landeten auf dem britischen Militärflugplatz Berlin-Gatow. Die britische Schutzmacht übergab die Flugzeuge über die Glienicker Brücke an die sowjetische Besatzungsmacht in der DDR. Am 13. April 1978 ein Motorflugzeug vom Typ Zlín Z-42M (DM-WNX), am 29. Juni 1979 ein Segelflugzeug vom Typ SZD-30 Pirat (DM-1801) und am 5. August 1987 ein Motorflugzeug vom Typ Zlín Z-42M (DDR-WOH).

### Seit 1989

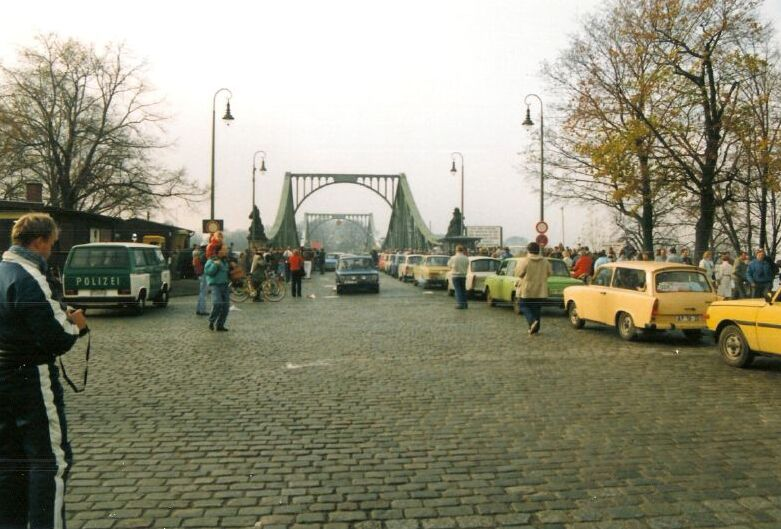
Geöffnete Brücke im November 1989

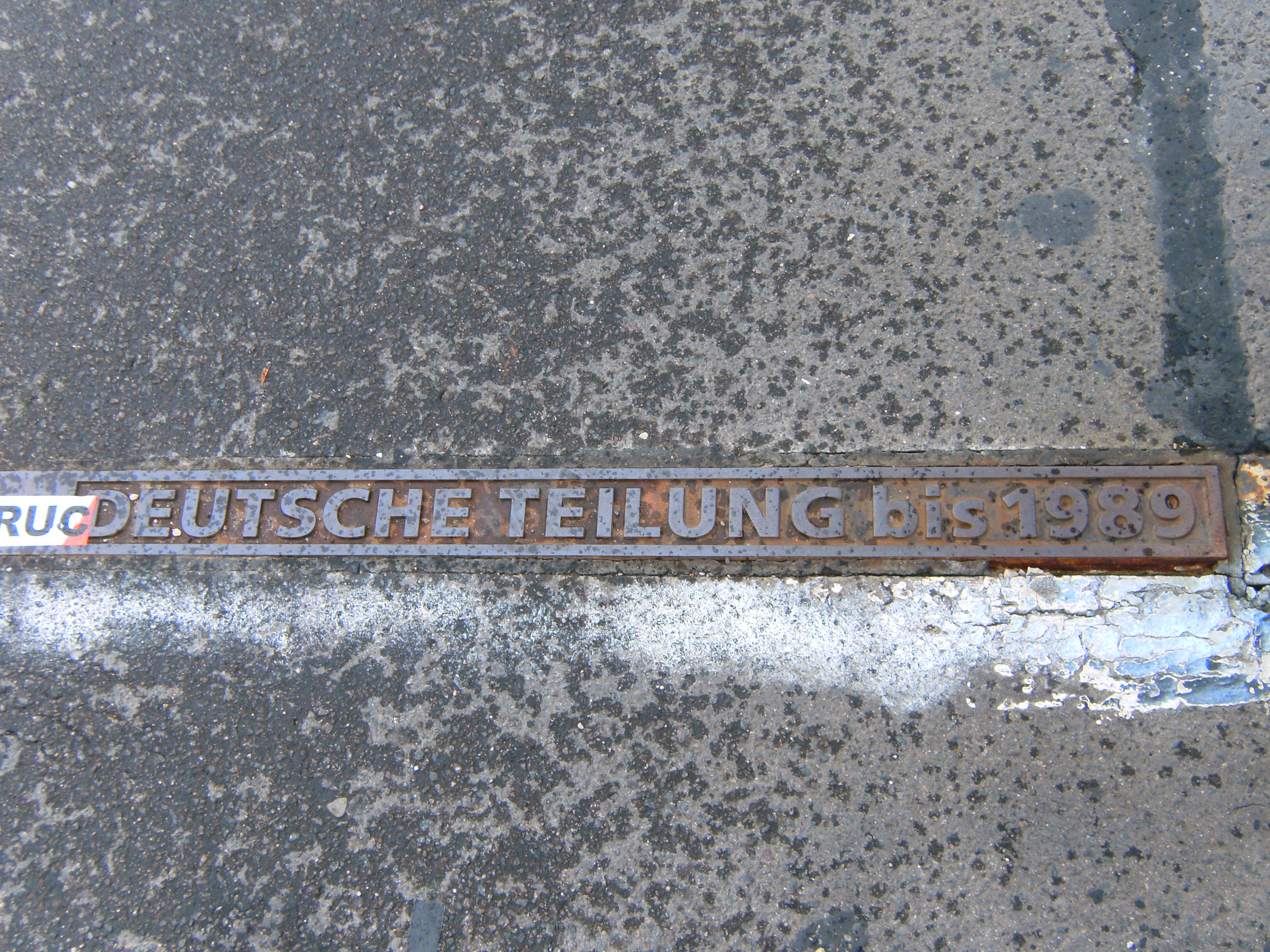
Metallband in Brückenmitte zur Erinnerung an Grenzverlauf und Aufhebung der Teilung.

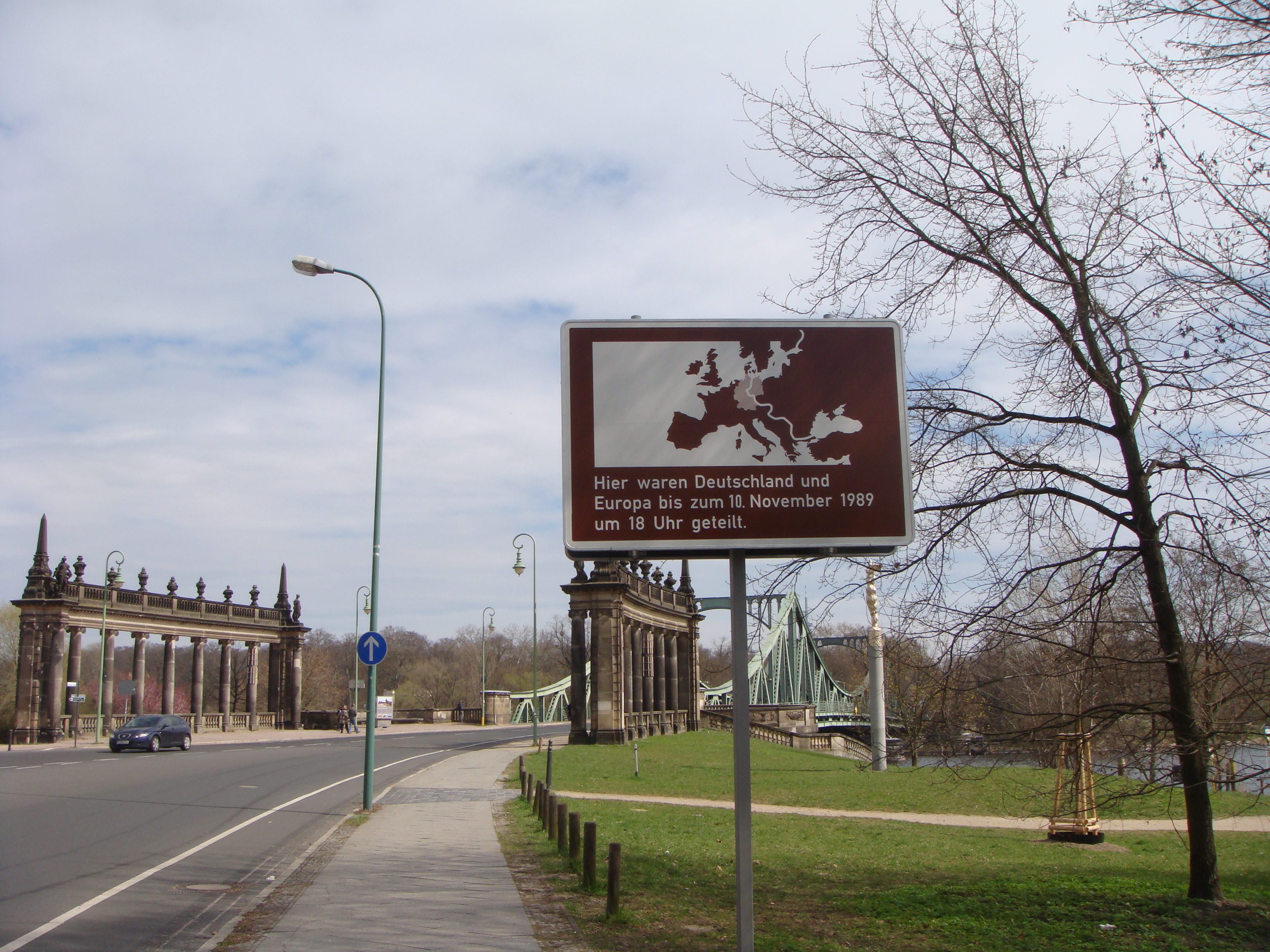
Braune Tafel auf Potsdamer Seite zur Erinnerung an Grenzverlauf und Aufhebung der Teilung

Einen Tag nach dem Mauerfall, am 10. November 1989, wurde die Brücke wieder für jedermann geöffnet. Im deutschen Einigungsvertrag von 1990 wurde die Aufhebung aller Sperr- und Kontrollmaßnahmen offiziell vereinbart.
Die Brücke steht dem allgemeinen öffentlichen Straßen- und Fußgängerverkehr zur Verfügung und ist Teil der Bundesstraße 1.
In der Mitte der Brücke erinnert seit 2012 ein Metallband auf dem linken und rechten Fußgängerweg an den alten Grenzverlauf und die Aufhebung der Teilung. Auf Potsdamer Seite erinnert eine braune Tafel mit Inschrift an die Wiedereröffnung. Auf Berliner Seite ist eine Erinnerungstafel zur Geschichte der Brücke angebracht.

## „Agentenbrücke“
Als in beiden Militärlagern im Verlauf des Kalten Krieges einige wichtige Personen des Gegners festgenommen worden waren, verhandelten Beauftragte über einen Personenaustausch. Als besonders geeignet erwies sich dabei die Glienicker Brücke. Sie war von den beteiligten Mächten USA und Sowjetunion von Berlin aus gut erreichbar und das Umfeld konnte bestens gesichert werden. Die nahegelegene Villa Kampffmeyer diente dem KGB als Beobachtungsposten. Zwischen 1962 und 1986 wurden auf der Glienicker Brücke drei Austauschaktionen mit insgesamt 40 Personen durchgeführt. Später ging sie deshalb unter dem Namen Agentenbrücke durch die Medien. Der englische Spitzname der Brücke ist Bridge of Spies (‚Brücke der Spione‘). Eine maßgebliche Vermittlerrolle bei der Vorbereitung der Austausche 1985 und 1986 spielte der Ost-Berliner Rechtsanwalt Wolfgang Vogel.

### Agentenaustausch 1962
Am 10. Februar 1962 wurde Oberst Rudolf Iwanowitsch Abel, Spitzenspion der Sowjets in den USA, gegen Francis Gary Powers, einen amerikanischen Piloten, der bei einem Spionageflug mit der U-2 über der Sowjetunion abgeschossen worden war, ausgetauscht. Obwohl die Aktion größtmöglich geheim gehalten werden sollte, sorgte sie für Schlagzeilen in den Medien.

Ein detailgetreues Modell des Austausches von 1985 ist Teil der Ausstellung im Deutschen Spionagemuseum

2015 erschien der Film Bridge of Spies – Der Unterhändler, dessen Hauptaugenmerk trotz des Filmtitels zwar auf der Vorgeschichte liegt, in dem der Austausch aber dargestellt wird. Die entsprechenden Szenen waren Ende 2014 am Originalschauplatz gedreht worden.

### Agentenaustausch 1985
Nach über 20 Jahren erfolgte wieder auf der Glienicker Brücke ein Austausch von Häftlingen beider Lager. Der DDR-Unterhändler Wolfgang Vogel hatte vereinbart, dass 25 in der DDR und Polen inhaftierte westliche Agenten (u. a. Eberhard Fätkenheuer und Werner Jonsek) gegen vier von der CIA verhaftete Spione – u. a. Alfred Zehe und Alice Michelson – ausgewechselt werden. Am 11. Juni 1985 erfolgte der Austausch von nunmehr 23 Inhaftierten gegen die vier Spione.

### Agentenaustausch 1986

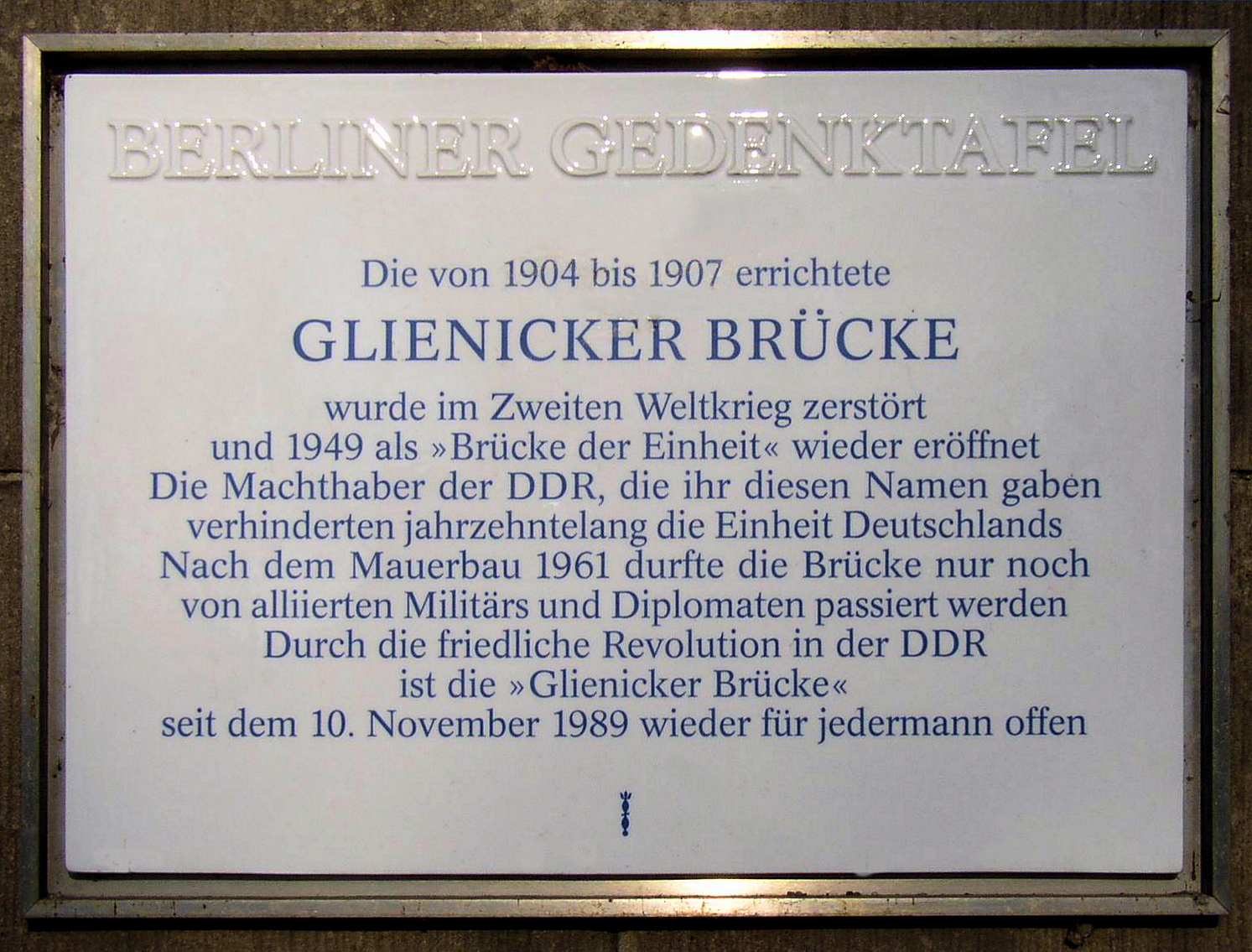
Berliner Gedenktafel zur Geschichte der Brücke auf der Berliner Seite

Am 11. Februar 1986 wurden die vier im Osten inhaftierten Personen Anatoli Schtscharanski (UdSSR, Dissident, Regimekritiker, Oppositioneller), der DDR-Bürger Wolf-Georg Frohn, der Tschechoslowake Jaroslav Javorský sowie der Westdeutsche Dietrich Nistroy gegen fünf Häftlinge aus dem Westen ausgetauscht: Es handelte sich um die KGB-Agenten Hana Koecher und Karel Koecher (beider Heimat: Tschechoslowakei), Jewgeni Semljakow, Computerspezialist der UdSSR, Jerzy Kaczmarek, Geheimdienstler der Polen, und Detlef Scharfenorth. 
Lange war gestritten worden, ob Schtscharanski als Freiheitskämpfer (Sicht der USA) oder als Agent, verurteilt wegen Verrats und antisowjetischer Agitation, zu behandeln sei. Die Amerikaner setzten sich mit ihrer Auffassung durch, sodass dieser vor den drei anderen zur Grenzlinie an der Brücke gefahren wurde. Dort ließen ihn die Vertreter des KGB mit zu weiten Hosen und ohne Gürtel über die Brücke gehen, sodass er vor laufenden Kameras seine Hose festhalten musste. Während westliche Medien ausführlich vom Ort des Geschehens berichteten, druckte im Osten lediglich das SED-Parteiorgan Neues Deutschland einige Zeilen über den Austausch auf der Glienicker Brücke:

„Auf Grund von Vereinbarungen zwischen den USA und der BRD sowie der UdSSR, der ČSSR, der VRP und der DDR fand am Dienstag, den 11.2.1986 ein Austausch von Personen statt, die durch die jeweiligen Länder inhaftiert worden waren. Darunter befanden sich mehrere Kundschafter.“

## Die Glienicker Brücke in der Öffentlichkeit
- Die englische Popband T’Pau veröffentlichte 1986 ein Album und im Jahr darauf eine Single, deren Titel Bridge of Spies – und eher beiläufig auch der Text – auf die Glienicker Brücke bezogen ist.

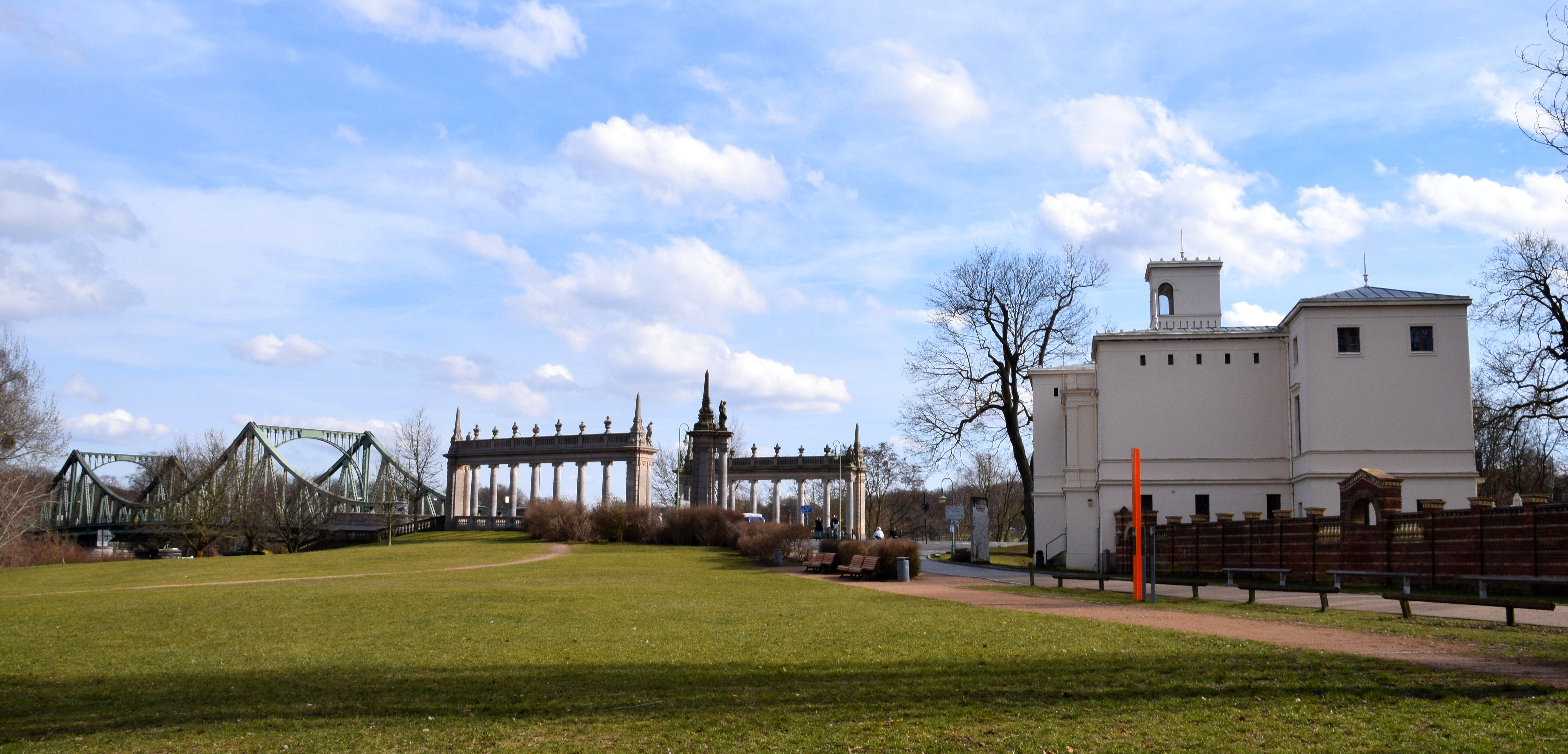
Das Panorama mit der Glienicker Brücke und der restaurierten Villa Schöningen (Museum und Cafe) an der Schwanenallee in Potsdam im Jahr 2018.

- Das Panorama mit der Glienicker Brücke und der restaurierten Villa Schöningen (Museum und Cafe) an der Schwanenallee in Potsdam im Jahr 2018. Am 21. August 1997 präsentierte der Spiegel-Redakteur Norbert Pötzl sein Buch über den Agentenaustausch Basar der Spione direkt auf der Glienicker Brücke in Anwesenheit des einstigen DDR-Unterhändlers Wolfgang Vogel. Briefmarke von 1998

Briefmarke von 1998

- Die Deutsche Post gab am 22. Januar 1998 eine Briefmarke mit dem Motiv der Brücke heraus.
- An der Brücke wurde nach der politischen Wende eine Gedenktafel und am 10. November 1999 die Bronzeskulptur Nike 89 des Bildhauers Wieland Förster feierlich enthüllt. Beides soll an den Fall der Berliner Mauer erinnern.
- Das Landschaftsensemble um die Brücke ist Teil des Weltkulturerbes Schlösser und Parks von Potsdam und Berlin.
- Die Brücke ist in zwei Grüntönen gestrichen, auf der Potsdamer Hälfte in einem helleren, auf der Berliner in einem dunkleren. Der Korrosionsschutz wird alle 40 Jahre erneuert, sodass eine Änderung frühestens 2025 ansteht.[6]

## Bauten in der Nähe der Glienicker Brücke
- östlich der Brücke (Berliner Seite):
  - Schloss Glienicke
  - Jagdschloss Glienicke
- westlich der Brücke (Potsdamer Seite):
  - Villa Kampffmeyer
  - Villa Schöningen

## Filme und Videos
- Unter den Brücken. Spielfilm 1944/1945, Regie: Helmut Käutner, Produktion: UFA
- Operationsgebiet DDR. Endstation Glienicker Brücke. Dokumentarfilm von Jürgen Ast und Martin Hübner, 45 min, Produktion: MDR, Erstausstrahlung: 23. November 2004, Endstation Glienicker Brücke (Memento vom 26. Februar 2005 im Internet Archive) Inhaltsangabe des MDR
- Die Glienicker Brücke. Sendereihe Geheimnisvolle Orte. Film von Daniel & Jürgen Ast, 45 min, im Auftrag des rbb 2006.
- Vom Bürgerfest auf der Glienicker Brücke. Deutschland 2009, gezeigt am 10. November 2009 im rbb, 45 min (Vorläuferbau, Flucht über und unter der Brücke, Bewachung, Diplomatenverkehr, Fischer an der Brücke)
- Der Basar der Schlapphüte. In: Berliner Kurier, 15. August 1997.
- Gefangenenaustausch. Erinnerungen an die Glienicker Brücke. In: FAZ, 29. Januar 2004.
- Bridge of Spies – Der Unterhändler, Spielfilm 2015, US-deutsche Koproduktion, Regie: Steven Spielberg, Hauptdarsteller: Tom Hanks

In Filmen wird oft die Swinemünder Brücke als Ersatz-Kulisse für die Glienicker Brücke benutzt. Die Brücken unterscheiden sich in den Querverstrebungen über der Fahrbahn und der nur halben Höhe der Fachwerke an den Pfeilern bei der Swinemünder Brücke.